# Суеверие

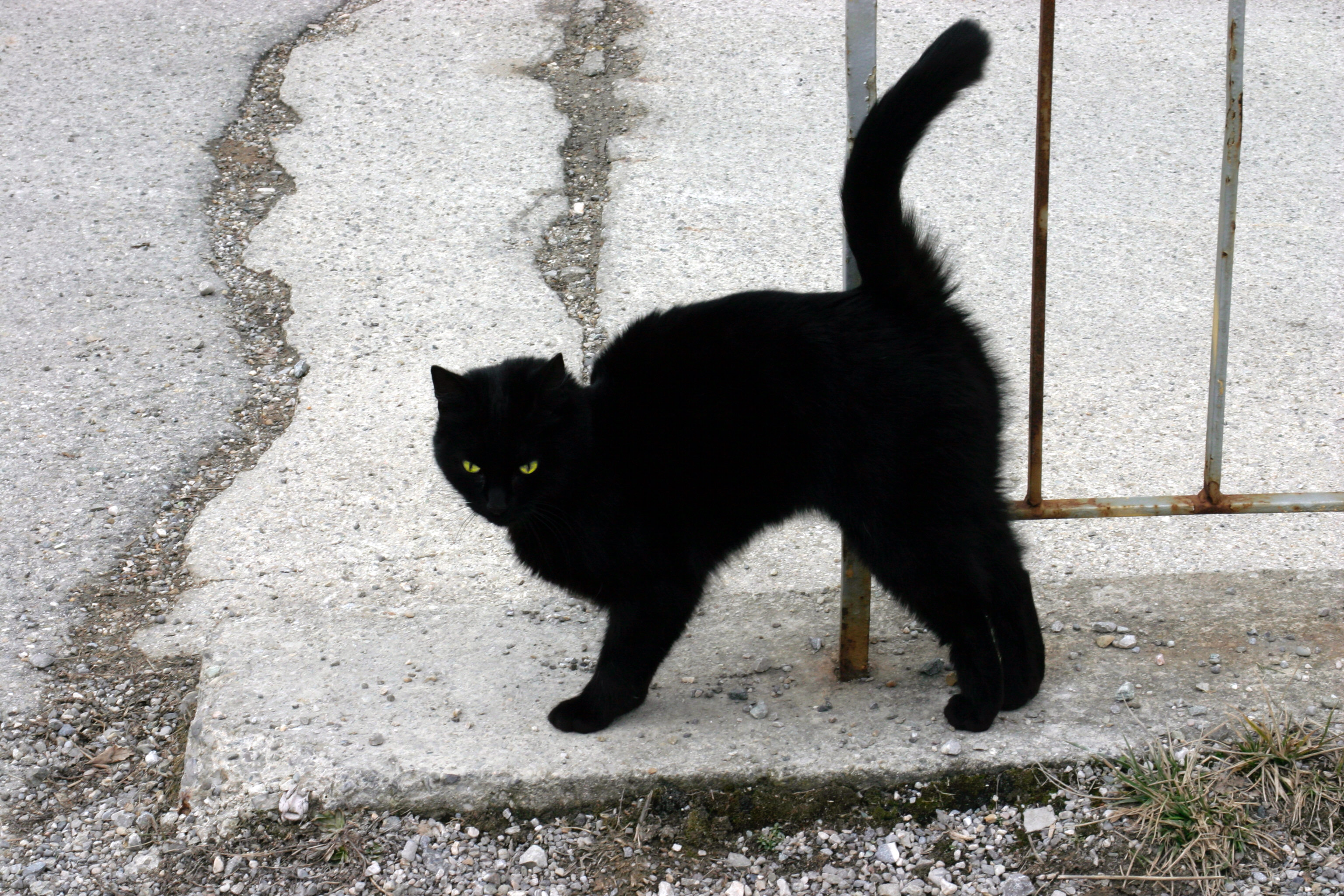
Распространённое суеверие: «Перебежавшая дорогу чёрная кошка приносит несчастье»

Суеве́рие (букв. — суетное, тщетное, то есть ложное верование) — предрассудок, представляющий собой практику, основанную на восприятии сил, необъяснимых законами природы, поскольку эти силы не находят себе обоснования. Верование, которому противопоставляется «истинная» вера, формулируемая в вероучениях развитых религий.
Как правило, проявляет себя на поведенческом уровне в упрощённых обрядовых формах: использовании талисманов, татуировке, магических жестах и прочих вещах, связанных с апотропеической магией. Особое место занимают приметы: определённым событиям приписывается прогностическое значение. Предмет суеверного отношения, в отличие от предмета веры, поддаётся познанию человеческим разумом, что и даёт критерий отличия веры от суеверия по их содержанию: вера неотделима от истины, а суеверие от заблуждения. Заповедь «не делай себе кумира» (Исх.20.4) возлагает на человека ответственность за то, чтобы религиозное поклонение не становилось суеверным, чтобы оно совершалось в духе истины. В истории религий нередки подмены веры суеверием. «Религиозная вера и суеверие совершенно различны. Одно вырастает из страха и представляет собой род лженауки. Другая же доверие» (Людвиг Витгенштейн).

## Этимология
Русское новообразование на базе сложения с соединительным -е- церк.-слав. сꙋи «пустой, тщетный» и церк.-слав. вѣрїе по церковнославянскому образцу. См. вера, суета.

## Суеверия и общество
Суеверия по своей природе противоречат понятиям большинства членов человеческих сообществ, но тем не менее сохраняются в этих сообществах в течение длительного времени. Среди причин живучести Р. Ландин (англ. R. W. Lundin) упоминает:
- эстетические традиции. Так, украшение дома растениями на Рождество сохранилось из древних североевропейских обрядов, связанных с фертильностью, так как этот обычай красив;
- развлекательный элемент, который способствует сохранению, например гадания и гороскопы.

Большинство суеверий имеют глубокие исторические корни.

## Суеверия и религия
В словаре Ушакова суеверие определяется как «религиозный предрассудок, возникший на почве первобытных представлений о силах природы».
Фома Аквинский определял суеверие (superstitio) как «порок, который противоположен религии со стороны избытка», то есть избыточное поклонение.
По своей сути суеверия — это своего рода закамуфлированная, суррогатная «религия», основанием для которой является вера в необъяснимое и сверхъестественное. Большинство суеверий имеют глубокие исторические корни, часть относятся к древним религиозным верованиям.

### Православие
С точки зрения традиционного православного богословия, суеверие есть суетная, то есть ложная вера: в приметы, предзнаменования, гадания, обычаи, то есть идолопоклонство перед некоторыми предметами и народными преданиями. Основание суеверия всегда заключается в духовном невежестве — недостатке правильных религиозных познаний, в легкомысленности, а главное — в слабости или отсутствии истинной веры.
«Суеверные приметы в мирских людях сопротивляются вере в Промысел Божий; а в нас, монахах, — духовному разуму» (прп. Иоанн Лествичник, 58, 193).
Суеверие осуждается Словом Божиим (Втор. 18:10—14; 1Тим. 4:7).
Таким образом, сущность суеверия с точки зрения церкви заключается в том, что суеверный человек принадлежащее только Богу приписывает творению и вместо того, чтобы надеяться на Бога, возлагает свои упования на тварей. В истинной религии суеверие всегда осуждалось, а служители обязывались к борьбе с ним. «Священники в своём приходе должны наблюдать, чтобы не было чародеев, волшебников, ворожей и бабьих шептаний. Вся эта наука вышла из адской школы, равно и те, которые выливают воск и олово для того, чтобы предузнать что-либо; шептанием стараются свести бельма, также шепчут от укушения гадов, заговаривают кровь или носят выписки на шее; утверждают также, что такой-то человек для встречи хорош, а такой-то день благоприятен для путешествия или для начала какого-либо дела; если кто-либо с пустым ведром перейдёт дорогу или известное животное перебежит её, то случится несчастье; во время чтения 12 Евангелий Святых Страстей Господа нашего Иисуса Христа вяжут узелки и по ним толкуют сны, и бесчисленное множество других суеверий рассеивают в мире на пагубу людям, и от них простой народ на дно адово валится и погибает. Это зло и вред, губительный для души, надо стараться всячески искоренять».
«Женщины, кормилицы и служанки берут в бане грязь и, обмакнув в неё палец, помазывают чело младенца; если кто спросит: „Что значит эта грязь, это брение?“ — то говорят: „Она предохраняет от дурного глаза, от зависти и ненависти“. Увы! Грязи и брению приписывают такую способность и такую силу — разрушать всякие козни диавола! Не стыдно ли вам, скажите мне? Поймёте ли вы когда-нибудь, как диавол с раннего возраста человека мало-помалу раскидывает свои сети и употребляет свои хитрые уловки? Если грязь производит такие действия, то почему не помазываешь ею своего чела ты, достигший возмужалого возраста и имеющий у себя завистников более младенца? Почему не помазываешь грязью всего тела? Если она на челе имеет такую силу, то почему бы тебе не помазать грязью всего себя? Смешное и забавное внушение сатаны, впрочем, не смеху только, но и геенне подвергающее обольщаемых! Если это делается у язычников, то нисколько не удивительно; а когда поклоняющиеся Кресту, приобщающиеся неизреченных Таинств и достигшие любомудрия держатся таких постыдных обычаев, это достойно многих слёз» (свт. Иоанн Златоуст, 54, 121).

## Суеверия и психология
Понятие «суеверие» и отнесение того или иного представления или ритуала к суевериям во многом субъективно и зависит как от мировоззрения человека, так и от уровня образования и этнокультурной среды. Как правило, к суевериям относят представления, связывающие между собой предметы и явления, между которыми невозможно установить объективной связи (так, например, сложно установить связь между удачей и числом 13, учитывая условный характер любого порядкового счёта).
Психологическая специфика исключительной устойчивости суеверий связана с тем, что случаи их подтверждения (которые при достаточной массовости могут происходить просто в силу случайных совпадений) прочно фиксируются, а факты явной ошибочности (которых, в действительности, большинство) вытесняются. Подобное объяснение возникновения суеверий с точки зрения психологии было впервые предложено Б. Ф. Скиннером. В результате человек устанавливает ложную связь между своими действиями и некоторым независимым от них событием, которое начинает считать следствием своих действий. Скиннер экспериментально смоделировал возникновение суеверного поведения и, кроме того, показал, что суеверное поведение может быть присуще не только людям, но и животным. Эксперимент заключался в следующем: голодного голубя сажали в ящик Скиннера и подавали ему еду через одинаковые промежутки времени, никак не связанные с его поведением. 
Через некоторое время один голубь стал крутиться в ящике против часовой стрелки, совершая два или три таких поворота перед появлением еды. Другой голубь раз за разом тыкал клювом в один из верхних углов ящика. Третий голубь как бы просовывал голову под невидимую планку и несколько раз подкидывал её вверх. Они научились повторять любые действия, которые по чистой случайности совершали перед самым появлением пищи. Скиннер назвал такое поведение «суеверным», поскольку голуби вели себя так, как будто верили, что их поведение вызывает появление пищи и предположил, что суеверное поведение людей может возникать точно таким же образом.
Также возникновение суеверий связано с эффектом Розенталя (Пигмалиона) и хоторнским эффектом.
Основные интенции:
- желание заглянуть в ближайшее будущее,
- избежать неблагоприятных ситуаций,
- утешить человека,
- желание подсказать человеку правильное поведение: или с помощью страха негативных последствий, или поманив позитивными последствиями;
- приметы являются частью народного фольклора и коммуникативной культуры.

Эти причины и особенности психики способствуют распространению суеверий, особенно в экстремальных обстоятельствах.

## Изменчивость суеверий
В силу своего ненаучного характера описания суеверий (характеристики, условия, аспекты) в авторитетных источниках строго не фиксируются и часто распространяются в людской среде в устной форме. Поэтому суевериям свойственна изменчивость в трактовках.
Так, например, одни источники утверждают, что чёрная кошка, переходящая дорогу человеку — это однозначно к неудаче. Другие источники дают различные толкования в зависимости от направления, в котором перемещается кошка: направо или налево. При этом иные источники дают диаметрально противоположный прогноз в зависимости от пола пешехода. Так, если чёрная кошка переходит дорогу справа налево женщине — той грозят неприятности, а если мужчине — ему обещается удача! Предсказания полностью меняют свой смысл, если кошка движется слева направо. В случае, когда кошка пересекает путь автомобилю, пол пассажиров не имеет значение. Кое-кто полагает, что чёрная кошка, переходящая дорогу, не несёт в себе никакой угрозы, если не присядет на полпути или не свернёт в сторону после. И, уж конечно, ничего не грозит хозяевам чёрной кошки, поскольку их пути за день пересекаются многократно, и при ином толковании хозяева просто бы не выжили.
Как правило, суеверные люди, уверовав в некую схему событий, придерживаются последней, но многие склонны дополнять её своими измышлениями. Изменчивости суеверий способствует не только богатая фантазия носителей, но и несовершенство человеческой памяти, и собственный (далеко не объективный) избирательный опыт.

## Современные суеверия в России
Современные приметы
- Нож со стола упадёт — придёт мужчина, вилка — женщина[13].
- Человека ожидает неудача или несчастье, если ему перебежит дорогу чёрная кошка или заяц[14].
- Попала навстречу женщина с пустыми вёдрами — удачи не будет[15].

Суеверия (ситуации, в которых человек якобы может повлиять на события)
- Чтобы избежать сглаза (например после похвалы), нужно постучать по дереву[16]